# Stash (Cypress Hill)
Stash è il secondo EP del gruppo musicale statunitense Cypress Hill. Si tratta di brani già pubblicati, remixati da DJ Muggs ed altri come Fredwreck Nassar.

## Tracce
1. Amplified (Fredwreck Remix) - 3:43
2. Illusions (Harpsichord Mix) - 3:29
3. Checkmate (Hang 'Em High Remix Radio Edit) - 4:02
4. Latin Lingo (Blackout Mix) (Black Out Mix) - 3:49
5. (Rap) Superstar (Alchemist Remix) - 4:51
6. Throw Your Set in the Air (Slow Roll Remix) - 3:23

## Formazione
- Muggs - Producer
- Fredwreck Nassar - Producer
- The Alchemist - Producer, Remixing
- Tracy McNew - Project Coordinator
- Cypress Hill - Main Performer